# Bisacquino
Bisacquino – miejscowość i gmina we Włoszech, w regionie Sycylia, w prowincji Palermo.
Według danych na rok 2004 gminę zamieszkiwało 5220 osób, 81,6 os./km².